# Hunch.com
A hunch.com egy olyan honlap, amely döntési fák használásával segíti felhasználóit a döntéshozásban.  Az oldal 2009. március 27-én indult.

## Története
A hunch.com-ot a Flickrt is jegyző Caterina Fake alapította 11 társával. Az oldal szoftvertesztje 2008 őszén kezdődött, ekkor még meghívásos alapokon működött. Mai, szabad regisztrációs formájában 2009. március 27-én indult.

## Működése
A felhasználók különböző témákat (pl.: Milyen autót vásároljak?; Milyen blogot olvassak?) választhatnak, majd egy legfeljebb tíz kérdésből álló kérdéssor alapján kell választaniuk (csak egy válaszlehetőség van). A program ezután megadja a válaszok alapján kiválasztott lehetőségeket, és sorba is rendezi őket. Egyes kérdések esetében (pl. amelyek az ideális ruha, számítógép vagy épp kenyérpirító kiválasztásában adnak tanácsot) a felsorakoztatott eredményeknél, ha azt megfelelőnek találjuk, egy hivatkozásra kattintva akár meg is lehet rendelni a terméket. A felhasználók létrehozhatnak új témákat, valamint meglévő témákhoz új kérdéseket és eredményeket.
A felhasználók sok téma megválaszolása után virtuális bendzsókat (banjo) kapnak, ezek száma és színe a felhasználó aktivitását jelzik.
A felhasználó számára megfelelő eredmény kiválasztása nem véletlenszerű, hanem a felhasználó által korábban megadott válaszokon alapul, amik a program számára az adott felhasználó szempontjait tükrözik.